# Салар де Ујуни
Салар де Ујуни (или „Салар де Тунупа“) је највећа солана на свету, површине преко 10.000 квадратних километара. Налази се у провинцији Данијел Кампос у Потосију у југозападној Боливији, близу врха Анда на надморској висини од 3.656 метара.
Салар је настао као резултат трансформације између неколико праисторијских језера која су постојала пре око четрдесет хиљада година, али су сва испарила током времена. Сада је прекривено неколико метара слане коре, која има изузетну заравњеност са просечним варијацијама надморске висине унутар једног метра на целом подручју Салара. Кора служи као извор соли и прекрива базен слане воде која је изузетно богата литијумом. Велика површина, чисто небо и изузетна равна површина чине Салар идеалним за калибрацију висиномера сателита за посматрање Земље. Након кише, танак слој мртве мирне воде претвара стан у највеће огледало на свету, пречника 129 километара.
Салар служи као главна транспортна рута преко боливијског Алтиплана и главно је легло за неколико врста фламингоса. Салар де Ујуни је такође климатолошка прелазна зона јер високи тропски облаци који се формирају у источном делу слане равнице током лета не могу да прођу даље од њених сушнијих западних ивица, у близини чилеанске границе и пустиње Атакама.
Салар је коришћен као локација за снимање филмова као што су Ратови звезда: Последњи џедаји, Пад (2006), Сол и ватра (2016), Невиђено (2017), и неколико других.